# クロード・ルフォール
クロード・ルフォール（フランス語: Claude Lefort、1924年 - 2010年10月4日）は、フランスの政治哲学者。全体主義の哲学的考察で知られた。

## 概要
1960年代から1970年代にかけて、民主主義の哲学を構築。世論や関心が順番に交替していき、権力がつねに未完成で形成途上にあるような政治体制として民主主義を捉えた。
1976年から1990年まで社会科学高等研究院の教授を務めた後、レーモン・アロン政治研究センターの所員。マキャベリやメルロ＝ポンティについての研究や、いわゆる東欧圏についての考察が特に有名である。

## 経歴
ルフォールはもともとメルロー＝ポンティに師事しており、その影響でマルクス主義者になったが、ソビエト連邦には批判的であり、トロツキスト運動に参加した。しかし1947年、トロツキズムと決別、コルネリュウス・カストリアディスと共に雑誌『社会主義か野蛮か』を創刊、クロード・モンタル（Claude Montal）の筆名でこの雑誌に執筆した。
1949年、哲学のアグレガシオンに合格、1971年には人文科学の博士号を取得した。
「社会主義か野蛮か」グループでの活動を通じて、ルフォールはマルクス主義内部の非神話化の運動に参画した。「社会主義か野蛮か」グループはソ連を国家資本主義とみなし、1956年のハンガリー動乱を始めとする東欧の反官僚支配的な反乱を支援した。その後「社会主義か野蛮か」グループは意見対立の結果内部分裂し、1958年にルフォールは他のメンバーと共にInformations et liaisons ouvrières（「労働者の報道と連絡」、その後Informations et correspondances ouvrièresと改称）を創刊した。しかし数年後、ルフォールは政治活動から離れる。
同時期にルフォールはマキャベリの著作の研究を開始、これは1972年の『著作という活動--マキャベリ』となって結実した。この著作でルフォールは、社会的身体の分割や世論の多様性、民主主義といった問題を考察している。
1970年代に東欧諸国の官僚支配体制の分析を展開した。『収容所群島』を読んで衝撃を受け、ソルジェニーツィン論を執筆した（1975年）。スターリン型全体主義に関するルフォールの主要見解は1981年刊行の『民主主義の発明』に収められている。
2010年10月4日に死去。

## 思想

### 全体主義の概念
ルフォールは、スターリニズムやファシズムを定義するにあたって全体主義の概念を適用することが妥当であると主張した政治哲学者の一人である。彼によれば全体主義は、古代ギリシア以来西洋世界で用いられてきた独裁制とか専制といったカテゴリーとは本質的に異なっている。しかも、ハンナ・アーレントのような理論家が全体主義概念をナチス・ドイツやスターリン政権下のソ連に限定したのに対して、ルフォールは20世紀後半の東欧諸国にもこの概念を適用している。すなわち、他の理論家が粛清を全体主義の中心的要素としているのに対して、それが最悪の状態にない政治体制もルフォールは全体主義と呼んでいるのである。
東欧政治体制の研究やソルジェニーツィンの『収容所群島』（1973年）の読解を通じて、ルフォールの全体主義解釈は発展していった。彼の全体主義論は一冊の書物という形で発表されたわけではないが、1957年から1980年までに発表された論考は、『民主主義の発明--全体主義的支配の臨界』（1981年刊）にまとめられている。

### 社会の二重の囲い込み
ルフォールによれば、全体主義システムの特徴は以下の2種類の「囲い込み」である。
- 全体主義は国家と社会の区別を廃してしまう。政治権力が社会に浸透し、既存の全ての人間関係--プロレタリアートの連帯、職場仲間の協力、宗教を同じく者たちの共同等--は、命じる者と従う者の一次元的なヒエラルヒーにとって代わられていく。この理由としては特に、国家の行政と党のヒエラルヒーとの距離が縮まっていくにつれ、後者が実質的な権力になっていくことが大きい。従って、他の理論家たちと同じくルフォールも、全体主義の基幹的性格として公共空間の破壊とその政治権力への併合が同時に起こると考えている。
- 全体主義は、ルフォールのいう「社会の内的分割の原則」を否定している。全体主義が奉じる社会概念の特徴は「全体の肯定」である。つまり全ての組織、結社、職業が国家目的に従属させられるのである。多様な意見を認めることが民主主義の意義の一つであるが、全体主義の方は、社会体全体を同一の目的に向かわせようとしてこういう意見の多様性を排除するのである。個人の嗜好でさえ政治の対象になり、標準化すべきだとされる。全体主義の目的は統一された閉じた社会を作ることなので、その構成員は諸個人というよりも、同一目標、同一意見、同一行動をおこなう人々なのである。従ってスターリン主義は、「人民はプロレタリアートに等しく、プロレタリアートは党に、党は指導部に、指導部は一者支配に等しい」[2]ということを知っているのである。

従ってルフォールによれば、全体主義と独裁は以下のように異なる。
1. 独裁の場合、例えば宗教のように、超越的原理が別に存在していることを許容している。反対に、全体主義的な党のイデオロギーは自ら宗教性を帯びている。
2. 独裁の場合、社会の破壊・吸収は目指されない。独裁的権力は、社会「に抗する」国家の権力であり、両者の区別がある。これに対して全体主義的な党は、自らが国家と同一化することを目指しており、社会はこの計画の実現のためだけにある。この目的のために社会は閉ざされ、統一され、一様なシステムにさせられている。

ソ連の社会主義とはそのような意味での全体主義だった。ルフォールはこれを「人民=一者peuple-Un」のシステムと呼んでいる。「政治権力と社会との同一化のプロセス、社会空間の均質化のプロセス、社会と政治権力の囲い込みのプロセスが絡み合い、全体主義システムの構成に繋がっている」。

### 社会有機体論
全体主義システムは統一化された有機的システムであり、「社会体」という一個の有機体として現れる。「独裁、官僚制、執行機関は新しい有機体システムを必要としている」。ルフォールはエルンスト・カントロヴィチの『王の二つの身体』の読解を通じて、全体主義システムの支配者の人格が、寿命の制約を受ける物理的身体の枠を超えて、人民=一者を「体現」する政治的身体になる、と述べている。
全体主義システムは自らの円滑な運行と統一性を確保するため他者を必要としている。つまり、「不吉な他者」が、党の戦うべき敵の表象として必要であり、「古い社会の力を代表する者（クラーク、ブルジョワジー）)・・・、外国や帝国世界からの密使」扱いされるのである。内部と外部の分割、すなわち人民=一者と他者の分割が、全体主義の許容する唯一の分割である。逆に言って、全体主義はこの分割を基礎としている。ルフォールは、「人民=一者を作りだすには、絶え間なく敵を産み出すことが必要である」ことを強調している。敵が「発明」される時さえある。例えば死の間際のスターリンはソ連のユダヤ人を攻撃しようとしていた。つまり新たな敵を指名しようとしたのである。同様に、ムッソリーニも戦争が終わったらイタリアのブルジョワジーを排除しようと考えていた。
人民=一者と他者との関係は予防的な水準で働く。敵とは「排除すべき寄生者」であり「屑|くず」なのだ。この言い方は単なる修辞ではなく、全体主義社会が一つの有機体として捉えられていることの結果である。この隠喩を用いることで、国家の敵が存在しており、しかも人民の中に隠れていることが病気として見られるようになる。敵に対する度を超した暴力は、この有機体論的隠喩のもとでは、社会という身体が病気に抵抗する戦いの一症状であり、ある種風邪から治る時の発熱のようなものだ。「敵との戦いは発熱のようなものだ。熱が出るのは悪いことではない。それは社会の中に戦うべき悪があるという合図なのだ」。
全体主義の指導者がこのシステムの中で占める位置は矛盾に満ち不確実なものである。なぜなら指導者は、全体主義を統べる長としてはシステムの部分であり、同時に表象としてはシステムの全体と同一視されるからである。従って指導者は、人民=一者の全ての部分に行使される権力として、「権力=一者」を体現している。

### システムのもろさ
ルフォールによれば、全体主義とは、恐怖政治と大量虐殺によって可能になるような半ば理念型的な状況のことではない。むしろルフォールにとって、全体主義とは終わりなきプロセスの、従って成功なきプロセスの総体なのである。全体主義的な党が社会体の完全な統一化を望んでおり、そのために様々な活動を行っているのだとしても、同時に全体主義的な党はその目標が到達不可能であることを知っている。なぜならその発展の結果、矛盾と対立が起こるからだ。「全体主義の帳簿は、自らの野望（党による全体的管理）の不条理さと、それに支配された人々の受動的能動的な反抗によって食い荒らされている」とある政治学者は書いている。

### 民主主義の概念
ルフォールにとって全体主義概念の対極にあるのが民主主義の概念である。彼の民主主義概念もまた、東欧諸国やソ連の政治体制の分析を通じて発展したものである。
ルフォールによれば民主主義とは、社会内部の紛争を制度化していることによって特徴づけられる政治体制である。これはつまり、社会体の分裂を制度化しているということでもある。利害の相違や意見の対立、時には相容れないことさえある様々な世界観の共存をルフォールは承認し、正当であるとみなしている。
ルフォールの考え方によれば、元首の政治的身体の消滅--カントロヴィチのいう王の死--が民主主義の創設の瞬間をなしている。これによって、それまで超越的な永遠の実体が占めてきた権力の場が、単なる君主たちの肉体的存続に変わるからである。そこは「空なる場所」であり、様々な利害集団や意見を異にする集団が順次、一定期間、選挙を通じて占めることになる。権力は最早どんな特定の計画も目標も担っていない。それは一時的に多数派となった人々が利用する道具であるにすぎない。
このように民主主義は非決定、未完成を特徴としており、この点が全体主義との違いである。
したがってルフォールは民主主義があらゆる意味で全体主義の対極にあり、全体主義への抗議になっていると考えている。言ってみれば、こうした抗議を通じて、全体主義システムの内部に民主主義の空間が作られるのである。民主主義は「発明」を促すのであり、抑圧との闘いの中で様々な新しい動員を促し、様々な新しい争点を指し示すのである。民主主義は、「全体主義的なリヴァイアサンをぐらつかせ、さらに打ち倒しもする可能性を秘めた創造的な力」なのである。ルフォールが強調するところによれば、リヴァイアサンは逆説的にもろく壊れやすいものなのである。
市民社会と国家との分離が現代の民主主義の特徴をなすが、その分離はこうした社会の脱身体化désincorporationによって可能になる。民主主義国もまたこの発明を促す性質を備えている。様々な市民グループが合法的な戦いを通じて、新しい権利を認めさせようとしたり、自らの利害を守ろうとするからである。ルフォールは代表民主制を拒否するわけではないが、それ以外の民主主義もありうると考えている。例えば合法的な政治論争の範囲で社会運動を展開することなどである。

## 著作
- エドガール・モラン、P・クドレー（カストリアディスの筆名）と共著La Brèche, Paris, Fayard, 1968.
- Eléments d'une critique de la bureaucratie, Paris, Droz, 1971.
- Le travail de l'œuvre, Machiavel, Paris, Gallimard, 1972 (republié coll. Tel, 1986).
- Un homme en trop. Essai sur l'archipel du goulag de Soljénitsyne, Paris, Le Seuil, 1975 (republié, Le Seuil poche - 1986). 宇京頼三訳『余分な人間--『収容所群島』をめぐる考察』未來社、1991年 ISBN 9784624932107
- Les formes de l'histoire, Paris, Gallimard, 1978.
- Sur une colonne absente. Autour de Merleau-Ponty, Paris, Gallimard, 1978.
- L'Invention démocratique. Essais d'anthropologie politique, Paris, Fayard, 1981 (republié Gallimard, «Folio Essais», 2000). 渡名喜庸哲・太田悠介・平田周・赤羽悠訳『民主主義の発明　全体主義の限界』勁草書房、2017　　（部分訳）松浦寿夫訳「人権と政治」、『現代思想』1989年11月、1990年4月。本郷均訳「民主主義という問題」、『現代思想』1995年11月。
- Essais sur le politique : XIXe-XXe siècles, Paris, Seuil, 1986.
- Écrire à l'épreuve du politique, Paris, Calmann-Lévy, 1992. 宇京頼三訳『エクリール--政治的なるものに耐えて』法政大学出版局、1995年 ISBN 9784588004780
- La Complication. Retour sur le communisme, Paris, Fayard, 1999.

他、『マルクス主義論争』ダヴィッド社、1955年、『学生コミューン』合同出版、1969年に邦訳がある。
編著等
- Abram Kardiner, L'individu dans sa société, introduction de Claude Lefort, 1969.
- Maurice Merleau-Ponty, Le visible et l'invisible, suivi de Notes de travail, texte établi par Claude Lefort, Gallimard, 1979. 伊藤泰雄他訳『見えるものと見えざるもの』法政大学出版局、1994年 ISBN 4588004263
- Maurice Merleau-Ponty, Humanisme et terreur, préface de Claude Lefort, Gallimard, 1980.
- Maurice Merleau-Ponty, ""L'oeil et l'esprit, préface de Claude Lefort, Gallimard, 1985.
- Edgar Quinet, La Révolution, préface de Claude Lefort, Belin, 1987.
- François Guizot, Des Moyens de gouvernement et d'opposition dans l'état actuel de la France, introduction de Claude Lefort, Belin, 1988.
- Maurice Merleau-Ponty, La prose du monde, texte établi et présenté par Claude Lefort, Gallimard, 1992.
- Alighieri Dante, La monarchie, précédé de La modernité de Dante par Claude Lefort, Belin, 1993.
- Alexis de Tocqueville, Souvenirs, préface de Claude Lefort, Gallimard, 1999.
- Georges Petit, Retour à Langenstein, préface de Claude Lefort, Belin, 2001.
- Jules Michelet, La cité des vivants et des morts, présentées par Claude Lefort, Belin, 2002.
- Maurice Merleau-Ponty, L'institution dans l'histoire personnelle et publique, suivi de Le problème de la passivité, le sommeil, l'inconscient, la mémoire. Notes de cours au Collège de France, 1954-1955, préface de Claude Lefort, Belin, 2003.